# Les Travailleurs de la mer (téléfilm)
Les Travailleurs de la mer est une télésuite franco-soviétique réalisée par Gizo Gabeskiria (ru) et Edmond Séchan et diffusée en 1986, dans le cadre des célébrations du centenaire de la mort de Victor Hugo.

## Synopsis
Au début des années 1820, dans les Îles Anglo-Normandes, l’armateur Mess Lethierry révolutionne l’île de Guernesey en la reliant à Saint-Malo grâce au premier bateau à vapeur, un steamer qu'il a baptisé La Durande. Mais un jour La Durande s’échoue entre les formidables écueils Douvres et son pilote, Clubin, disparaît mystérieusement. Mess Lethierry promet alors de donner la main de Déruchette, sa nièce et filleule orpheline qu'il a élevée, à celui qui lui ramènera sa Durande. Gilliatt, travailleur de la mer et force de la nature, tenu à l’écart par les habitants, car soupçonné d’avoir quelques accointances avec les esprits (et surnommé, de ce fait, Gilliatt le Malin), amoureux depuis toujours de Déruchette, se porte volontaire. Il va affronter les éléments déchaînés et les choses mystérieuses de la mer et ramener La Durande. Mais lorsqu’il découvre que Déruchette est amoureuse du jeune révérend Ebenezer, il s’efface et, désespéré, va s’abandonner pour toujours entre les bras de son autre amante : la mer. 

## Fiche technique
- Titre original : Les Travailleurs de la mer
- Titre russe : Труженики моря, Trujeniki moria
- Réalisation : Edmond Séchan et Gizo Gabeskiria (ru)
- Scénario : Jean-Claude Carrière et Rezo Tabukashvili d’après le roman de Victor Hugo, Les Travailleurs de la mer (1866)
- Dialogues : Jean-Claude Carrière
- Musique : Even de Tissot
- Pays d'origine :  France,  Union soviétique
- Année de tournage : 1985
- Société de production : Antenne 2
- Format : couleur — 35 mm — 4/3 — monophonique
- Genre : drame
- Durée : 180 minutes environ (2 épisodes de 90 min)
- Date de diffusion : octobre 1986 en deux épisodes sur Antenne 2

## Distribution
- Aurélien Recoing : Gilliatt
- Julien Guiomar : Mess Lethierry
- Marie Theres Relin : Déruchette
- Georges Wilson : le révérend Jacquemin Hérode
- Redjep Mitrovitsa : Ebenezer
- Laurence Ragon : Douce
- Noder Mgaloblichvili (ru) : Clubin
- Nugzar Kurachvili : Rantaine
- Guram Lortkipanidze (ru) : Tangrouille
- Romain Assongba : Imbrancam
- Manouchtar Chezvachidze : l’armurier

## Accueil
Télérama : « La caméra a un tendre penchant pour les beaux couchants sur la mer, les personnages ont pris de l'acuité, voire de la férocité. Ah, le savoureux moment où Hérode-Wilson conseille à l'excellent Guiomar d'investir plutôt dans le trafic d'armes, l'esclavage ou l'espionnage au service de l'État ! Les dialogues de Jean-Claude Carrière, vifs, incisifs, soulignent encore l'âpreté du portrait. On en oublie la tirade lyrique de Lethierry, un peu plus tôt, où il évoque notamment « le dedans de la mer »... Foin de plaisanterie facile, il convient encore de saluer le jeu d'Aurélien Recoing, remarquable de bout en bout. Auprès de ce personnage entier, intense, les amours d'Ebenezer et de Déruchette apparaissent bien fades... »